# Колодистенська сільська рада (Уманський район)
Колодистенська сільська́ ра́да — адміністративно-територіальна одиниця та орган місцевого самоврядування в Уманському районі Черкаської області. Адміністративний центр — село Колодисте.

## Загальні відомості
- Населення ради: 2 054 особи (станом на 2001 рік)

## Населені пункти
Сільській раді були підпорядковані населені пункти:
- с. Колодисте

## Склад ради
Рада складалася з 16 депутатів та голови.
- Голова ради: Брижатий Микола Дмитрович
- Секретар ради: Ігнатова Галина Анатоліївна

### Керівний склад попередніх скликань
| Прізвище, ім'я, по батькові | Основні відомості                                                         | Дата обрання | Дата звільнення |
| --------------------------- | ------------------------------------------------------------------------- | ------------ | --------------- |
| Скрипник Євгеній Григорович | Сільський голова, 1949 року народження, безпартійний                      | 26.03.2006   | 31.10.2010      |
| Брижатий Микола Дмитрович   | Сільський голова, 1958 року народження, освіта вища, член Партії регіонів | 31.10.2010   |                 |

Примітка: таблиця складена за даними сайту Верховної Ради України

### Депутати
За результатами місцевих виборів 2010 року депутатами ради стали:

#### За суб'єктами висування
| Суб'єкт висування | Кількість обраних депутатів | %    |
| ----------------- | --------------------------- | ---- |
| Самовисування     | 11                          | 68,8 |
| Партія регіонів   | 5                           | 31,3 |

#### За округами
| № округу        | Прізвище, ім'я, по батькові        | Дата визнання обраним | Освіта             | Партійна приналежність | Відомості про обраного депутата                                       |
| --------------- | ---------------------------------- | --------------------- | ------------------ | ---------------------- | --------------------------------------------------------------------- |
| Партія регіонів |                                    |                       |                    |                        |                                                                       |
| 3               | Ступак Анатолій Григорович         | 02.11.2010            | вища               | позапартійний          | Колодистенська лікарська амбулаторія, лікар-стоматолог                |
| 5               | Шумко Віра Степанівна              | 02.11.2010            | середня спеціальна | позапартійна           | Територіальний центр соціального обслуговування, соціальний працівник |
| 8               | Крижановська Світлана Анатоліївна  | 02.11.2010            | вища               | позапартійна           | Колодистенська загальноосвітня школа, директор                        |
| 12              | Данилюк Тетяна Михайлівна          | 02.11.2010            | середня спеціальна | позапартійна           | тимчасово не працює                                                   |
| 13              | Злидник Олександр Михайлович       | 02.11.2010            | середня            | позапартійний          | Колодистенська лікарська амбулаторія, водій                           |
| Самовисування   |                                    |                       |                    |                        |                                                                       |
| 1               | Головатюк Іван Федорович           | 02.11.2010            | середня            | позапартійний          | тимчасово не працює                                                   |
| 2               | Ігнатова Галина Анатоліївна        | 02.11.2010            | середня            | позапартійна           | Колодистенська сільська рада, секретар                                |
| 4               | Такул Григорій Петрович            | 02.11.2010            | вища               | позапартійний          | Колодистенська загальноосвітня школа, вчитель                         |
| 6               | Балаховський Олександр Іванович    | 02.11.2010            | середня спеціальна | позапартійний          | тимчасово не працює                                                   |
| 7               | Якименко Петро Михайлович          | 02.11.2010            | середня            | позапартійний          | фірма «Укрзерноімпекс», водій                                         |
| 9               | Куркудюк Марія Антонівна           | 02.11.2010            | середня            | позапартійна           | пенсіонер                                                             |
| 10              | Чернега Лариса Василівна           | 02.11.2010            | середня спеціальна | позапартійна           | Колодистенський ДНЗ «Берізка», бухгалтер                              |
| 11              | Савчук Ірина Валеріївна            | 02.11.2010            | середня спеціальна | позапартійна           | тимчасово не працює                                                   |
| 14              | Войцеховський Віктор Володимирович | 02.11.2010            | вища               | позапартійний          | Колодистенський сількомунгосп, директор сількомунгоспу                |
| 15              | Бабій Катерина Іванівна            | 02.11.2010            | середня спеціальна | позапартійна           | пенсіонер                                                             |
| 16              | Усатюк Людмила Фомівна             | 02.11.2010            | середня спеціальна | позапартійна           | тимчасово не працює                                                   |